# Benoît Jasmin
Pour les articles homonymes, voir Jasmin (homonymie).
Pas d'image ? Cliquez ici

a Compétitions nationales et continentales officielles uniquement.

Dernière mise à jour le 20 octobre 2023.
Benoît Jasmin, né le 29 mai 1991 à Toulouse (Haute-Garonne), est un joueur français de rugby à XV. Il évolue aux postes d'ailier et d'arrière.
Il est neveu de Patrick Estève ancien joueur de Narbonne et international à 25 reprises.

## Biographie
Benoit Jasmin a commencé le rugby à 12 ans en revenant à Lavelanet, après avoir passé huit années de sa vie à La Réunion où il pratiquait le surf et le football. Il commence au poste de troisième ligne lors de ses premières années au rugby du Pays d'Olmes avec qui il remporte la finale Midi-Pyrénées. Il y joue six saisons avant d'être recruté en tant qu’ailier par le Stade toulousain. Rapide, puissant, il est le prototype de l’ailier moderne mais une blessure aux ischios le prive de la fin de saison. Il joue les Universiades 2013 avec l'équipe de France universitaire.
Benoît Jasmin débute en équipe professionnel lors de la saison 2013-2014 avec le RC Narbonne en Pro D2. Pour la saison 2016-2017, il quitte le RC Narbonne et s'engage avec le club voisin, l'US Carcassonne.
Sous les couleurs jaune et noir, Benoît Jasmin dispute 100 matchs en l'espace de cinq saisons. Malheureusement la chute du club en Nationale à l'issue de la saison 2022-2023 est le point final de son passage dans la cité puisque le club ne le conserve pas.

## Palmarès
- Finaliste des Universiade d'été de 2013 avec l'équipe de France universitaire.
- Vainqueur du Championnat de France espoirs Élite 2 avec le RC Narbonne en 2015.
- Championnat de France de 2e division :
  - Vice-champion : 2018 avec le FC Grenoble.